# Rudolf Svensson
Rudolf Svensson (n. 27 martie 1899, Q10510270⁠(d), Skaraborg⁠(d), Suedia – d. 4 decembrie 1978, Bromma parish⁠(d), Comitatul Stockholm, Suedia) a fost un luptător ce a reprezentat Suedia, medaliat olimpic. A participat la 3 ediții ale Jocurilor Olimpice (1924, 1928, 1932) în care a câștigat o medalie de aur și două medalii de argint.